# Tomtebo
Tomtebo is een plaats in de gemeente Umeå in het landschap Västerbotten en de provincie Västerbottens län in Zweden. De plaats heeft 633 inwoners (2005) en een oppervlakte van 26 hectare. De plaats ligt net ten oosten van de stad Umeå en kan als een stadsdeel van deze stad worden gezien. De directe omgeving van de plaats bestaat grotendeels uit bos en een deel van de plaats ligt vlak aan het meer Nydalasjön.